# 172-й истребительный авиационный полк
172-й истребительный авиационный Белостокский Краснознамённый ордена Суворова полк (172-й иап) — воинская часть Военно-воздушных сил (ВВС) Вооружённых Сил РККА, принимавшая участие в боевых действиях Великой Отечественной войны.

## История наименований полка
За весь период своего существования полк несколько раз менял своё наименование:
- 172-й истребительный авиационный полк;
- 172-й смешанный авиационный полк;
- 172-й истребительный авиационный полк;
- 172-й истребительный авиационный Белостокский полк;
- 172-й истребительный авиационный Белостокский ордена Суворова полк;
- 172-й истребительный авиационный Белостокский Краснознамённый ордена Суворова полк;
- 172-й истребительный авиационный Белостокский Краснознамённый ордена Суворова полк ПВО;
- Войсковая часть 29608.

## Создание полка
172-й истребительный авиационный полк начал формироваться 30 июня 1941 года в ВВС Московского военного округа на аэродроме Крутышки в 3 км северо-западнее Каширы. Окончил формирование 8 августа 1941 года и вошёл в состав 77-й смешанной авиационной дивизии ВВС Московского военного округа.

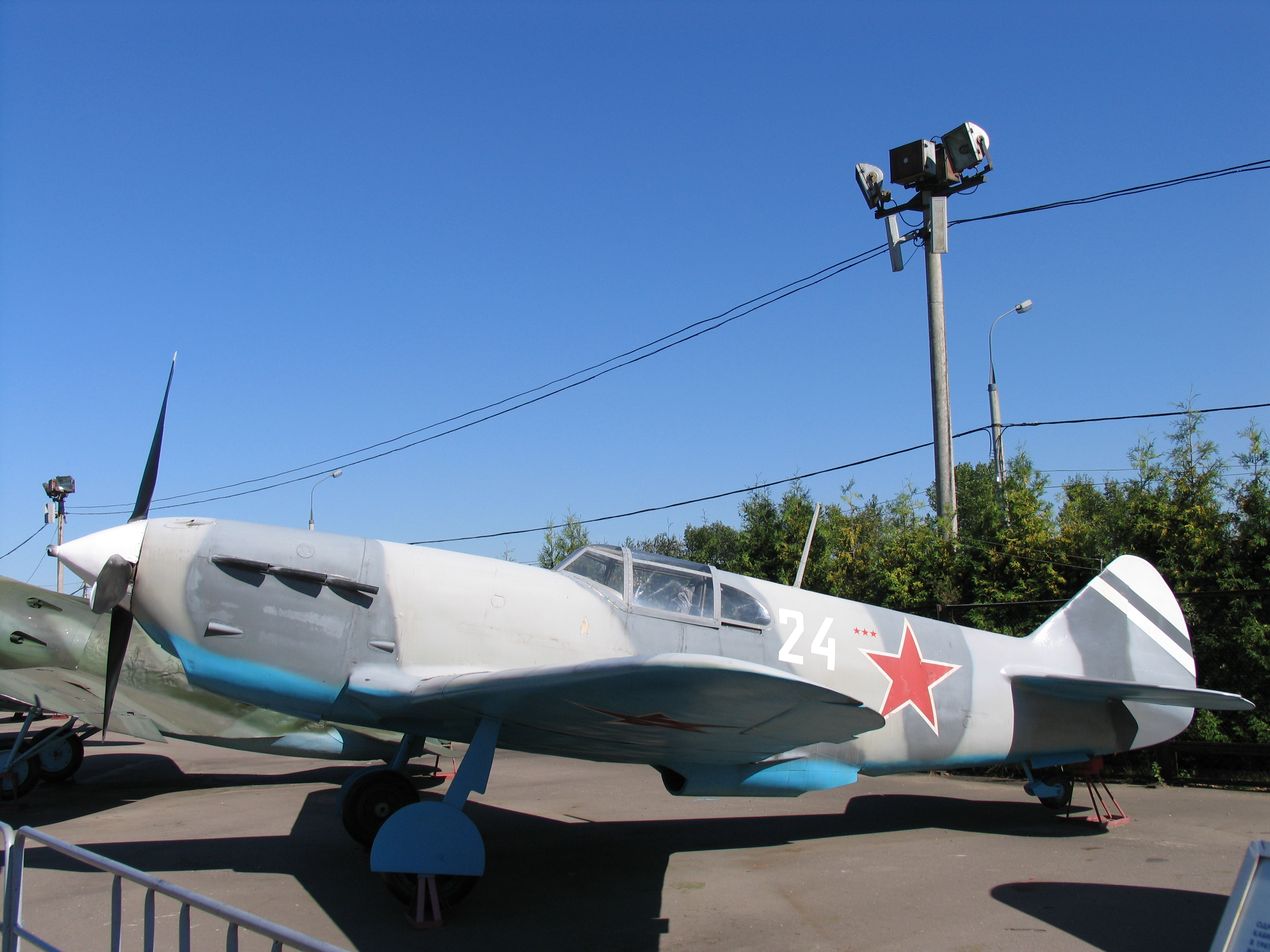
ЛаГГ-3

## Переименование и расформирование полка
- 172-й истребительный авиационный Белостокский Краснознамённый ордена Суворова полк 1 октября 1950 года передан в состав войск ПВО и получил наименование 172-й истребительный авиационный Белостокский Краснознамённый ордена Суворова полк ПВО;
- 172-й истребительный авиационный Белостокский Краснознамённый ордена Суворова полк ПВО в связи с сокращением Вооружённых сил СССР 30 июня 1960 года был расформирован в 9-й дивизии ПВО.

## В действующей армии
В составе действующей армии:
- с 6 октября 1941 года по 9 мая 1945 года.

## Командиры полка
- майор Пятаков, Григорий Михайлович[2], 30.06.1941 — 04.10.1941
- подполковник Когрушев Георгий Александрович[2], 17.11.1941 — 14.01.1943
- подполковник Самохвалов Иван Ананьевич (погиб)[2], 25.01.1943 — 06.01.1944
- подполковник Алабин Николай Иванович[2], 29.03.1944 — 10.07.1945

## В составе соединений и объединений
| Период         | Фронт (округ)               | армия                                   | корпус                                     | дивизия                                     | примечание |
| -------------- | --------------------------- | --------------------------------------- | ------------------------------------------ | ------------------------------------------- | --- |
| 30.06.1941 г.  | Московский военный округ    | ВВС Московского военного округа         |                                            |                                             | Кашира |
| 08.08.1941 г.  | Московский военный округ    | ВВС Московского военного округа         |                                            | 77-я смешанная авиационная дивизия          | Як-1 |
| 06.10.1941 г.  | Московский военный округ    | ВВС Московского военного округа         |                                            | Авиационная группа Сбытова                  | Як-1 |
| 01.11.1941 г.  | Московский военный округ    | ВВС Московского военного округа         |                                            | Авиационная группа Сбытова                  | Як-1, пополнен самолётами ЛаГГ-3. |
| 01.01.1942 г.  | Московский военный округ    | ВВС Московского военного округа         |                                            | Авиационная группа Сбытова                  | Як-1, ЛаГГ-3, переформирован по штату 015/174 |
| 01.03.1942 г.  | Западный фронт              | 33-я армия                              | ВВС 33-й армии                             |                                             | Як-1, ЛаГГ-3 |
| 20.05.1942 г.  | Западный фронт              | 16-я армия                              | ВВС 16-й армии                             |                                             | переформирован в смешанный авиационный полк по штату 015/256 (1 эскадрилья на ЛаГГ-3, 2 аэ на У-2)                                                          |
| 18.02.1943 г.  | Западный фронт              | 16-я армия                              | ВВС 16-й армии                             |                                             | вновь переформирован в истребительный авиационный полк по штату 015/284, одновременно во фронтовом тылу (аэр. Борисово) перевооружился на истребители Як-7б |
| 21.02.1943 г.  | Западный фронт              | 1-я воздушная армия                     |                                            | 309-я истребительная авиационная дивизия    | Як-7б |
| 30.05.1943 г.  | Западный фронт              | 1-я воздушная армия                     |                                            | 309-я истребительная авиационная дивизия    | На аэродроме Умиленка 6 самолётов Як-7 |
| 1943 — 1944 г. | Западный фронт              | 1-я воздушная армия                     |                                            | 309-я истребительная авиационная дивизия    | пополнен Як-9 |
| 25.04.1944 г.  | 2-й Белорусский фронт       | 1-я воздушная армия                     |                                            | 309-я истребительная авиационная дивизия    | Як-9 |
| 28.04.1944 г.  | 2-й Белорусский фронт       | 4-я воздушная армия                     |                                            | 309-я истребительная авиационная дивизия    | Як-9 |
| 09.09.1944 г.  | 2-й Белорусский фронт       | 4-я воздушная армия                     |                                            | 309-я истребительная авиационная дивизия    | летный состав находился в Саратове, где на авиазаводе № 292 получал и осваивал Як-3                                                                         |
| 24.10.1944 г.  | 2-й Белорусский фронт       | 4-я воздушная армия                     |                                            | 309-я истребительная авиационная дивизия    | Возобновил боевую работу на Як-3 |
| 01.11.1944 г.  | 2-й Белорусский фронт       | 4-я воздушная армия                     |                                            | 309-я истребительная авиационная дивизия    | переформирован по штату 015/364 |
| 09.05.1945 г.  | 2-й Белорусский фронт       | 4-я воздушная армия                     |                                            | 309-я истребительная авиационная дивизия    | Як-3 |
| 10.06.1945 г.  | Северная группа войск       | 4-я воздушная армия                     |                                            | 309-я истребительная авиационная дивизия    | Як-3 |
| 10.11.1945 г.  | Бакинский военный округ     | 7-я воздушная армия                     |                                            | 309-я истребительная авиационная дивизия    | Як-3 |
| 01.04.1946 г.  | Закавказский военный округ  | 11-я воздушная армия                    |                                            | 309-я истребительная авиационная дивизия    | Як-3 |
| 05.05.1946 г.  | Закавказский военный округ  | 11-я воздушная армия                    |                                            | 309-я истребительная авиационная дивизия    | убыл на аэр. Кубинка для освоения Кингкобра |
| 01.12.1947 г.  | Закавказский военный округ  | 7-я воздушная армия                     | 5-й истребительный авиационный корпус      | 309-я истребительная авиационная дивизия    | Кингкобра |
| 07.01.1949 г.  | Закавказский военный округ  | 7-я воздушная армия                     | 5-й истребительный авиационный корпус      | 309-я истребительная авиационная дивизия    | получил 18 реактивных МиГ-9 и приступил к их освоению |
| 20.02.1949 г.  | Закавказский военный округ  | 7-я воздушная армия                     | 62-й истребительный авиационный корпус     | 309-я истребительная авиационная дивизия    | МиГ-9 |
| 01.04.1949 г.  | Закавказский военный округ  | 7-я воздушная армия                     | 62-й истребительный авиационный корпус     | 309-я истребительная авиационная дивизия    | МиГ-9 |
| 01.10.1950 г.  | Бакинский район ПВО         | 42-я воздушная истребительная армия ПВО | 43-й истребительный авиационный корпус ПВО | 65-я истребительная авиационная дивизия ПВО | МиГ-9 |
| 22.11.1950 г.  | Китай                       | ПВО Китая                               |                                            | 65-я истребительная авиационная дивизия ПВО | МиГ-9 |
| 01.01.1951 г.  | Китай                       | ПВО Китая                               |                                            | 65-я истребительная авиационная дивизия ПВО | МиГ-15 |
| 22.03.1952 г.  | Донбасский район ПВО        | 32-я воздушная истребительная армия ПВО | 16-й истребительный авиационный корпус ПВО | 65-я истребительная авиационная дивизия ПВО | МиГ-15 |
| 01.07.1954 г.  | Северо-Кавказская армия ПВО |                                         |                                            | 65-я истребительная авиационная дивизия ПВО | МиГ-15 |
| 01.01.1955 г.  | Северо-Кавказская армия ПВО |                                         |                                            | 65-я истребительная авиационная дивизия ПВО | МиГ-17 |
| 15.06.1959 г.  | Киевская армия ПВО          |                                         | Харьковский корпус ПВО                     | Харьковская дивизия ПВО                     | МиГ-17 |
| 24.03.1960 г.  | 8-я отдельная армия ПВО     |                                         |                                            | Харьковская дивизия ПВО                     | МиГ-17 |
| 06.04.1960 г.  | 8-я отдельная армия ПВО     |                                         |                                            | 9-я дивизия ПВО                             | МиГ-17 |
| 30.06.1960 г.  | 8-я отдельная армия ПВО     |                                         |                                            | 9-я дивизия ПВО                             | МиГ-17, расформирован |

## Участие в операциях и битвах
- Битва за Москву — с 6 октября 1941 года по 20 апреля 1942 года
- Ржевско-Вяземская наступательная операция[3] — со 2 марта 1943 года по 31 марта 1943 года
- Курская битва:
  - Болховско-Орловская наступательная операция[3] — с 12 июля 1943 года по 18 августа 1943 года
- Смоленская стратегическая наступательная операция (Операция «Суворов»)[3] — с 7 августа 1943 года по 2 октября 1943 года
  - Спас-Деменская наступательная операция[3] — с 07 августа 1943 года по 20 августа 1943 года
  - Ельнинско-Дорогобужская наступательная операция[3] — с 28 августа 1943 года по 6 сентября 1943 года
  - Смоленско-Рославльская наступательная операция[3] — с 15 сентября 1943 года по 02 октября 1943 года
- Брянская наступательная операция[3] — 1 сентября 1943 года по 3 декабря 1943 года
- Оршанская наступательная операция — 12 октября 1943 года по 2 декабря 1943 года
  - Витебская операция — с 23 декабря 1943 года по 6 января 1944 года
  - Богушевская операция -с 8 января 1944 года по 24 января 1944 года
  - Витебская операция — с 3 февраля 1944 года по 16 февраля 1944 года
  - Частная операция на Оршанском направлении — с 22 февраля 1944 года по 25 февраля 1944 года
  - Витебская операция — с 29 февраля 1944 года по 5 марта 1944 года
  - Оршанская операция — с 5 марта 1944 года по 9 марта 1944 года
  - Богушевская операция — с 21 марта 1944 года по 29 марта 1944 года
- Белорусская наступательная операция[3] — с 23 июня 1944 года по 29 августа 1944 года
  - Могилёвская наступательная операция — с 24 июня 1944 года по 29 июня 1944 года
  - Минская операция — с 29 июня 1944 года по 4 июля 1944 года
  - Белостокская наступательная операция — с 5 июля 1944 года по 27 июля 1944 года
  - Осовецкая наступательная операция — с 6 августа 1944 года по 14 августа 1944 года
- Ломжа-Ружанская наступательная операция — с 30 августа 1944 года по 2 ноября 1944 года
- Восточно-Прусская стратегическая наступательная операция[3] — с 13 января 1945 года по 25 апреля 1945 года
  - Млавско-Эльбингская наступательная операция[3] — с 14 января 1945 года по 26 января 1945 года
  - Кёнигсбергская операция — с 6 апреля 1945 года по 9 апреля 1945 года
- Восточно-Померанская стратегическая наступательная операция[3] — с 10 февраля 1945 года по 4 апреля 1945 года
  - Хойнице-Кезлинская наступательная операция — с 10 февраля 1945 года по 6 марта 1945 года
  - Данцигская наступательная операция — с 7 марта 1945 года по 31 марта 1945 года
- Берлинская стратегическая наступательная операция[3] — с 16 апреля 1945 года по 8 мая 1945 года
  - Штеттинско-Ростокинская наступательная операция — с 16 апреля 1945 года по 8 мая 1945 года

| Як-7УТ | Як-9УМ | Як-7 |

## Первая победа полка в воздушном бою
Первая известная воздушная победа полка в Отечественной войне одержана 28 октября 1941 года: в групповом воздушном бою в районе южнее г. Серпухов лётчики сбили 4 немецких тяжёлых истребителя Ме-110.

## Почётные наименования
- 172-му истребительному авиационному полку за отличие в боях за овладение городом Белосток 9 августа 1944 года присвоено почётное наименование «Белостокский»[4].

## Награды
- 172-й истребительный авиационный Белостокский полк за образцовое выполнение заданий командования в боях с немецкими захватчиками, за овладение городом и крепостью Ломжа и проявленные при этом доблесть и мужество Указом Президиума Верховного Совета СССР от 22 сентября 1944 года награждён орденом «Суворова III степени»[5].
- 172-й истребительный авиационный Белостокский ордена Суворова полк за образцовое выполнение боевых заданий командования в боях с немецкими захватчиками при вторжении в южные районы Восточной Пруссии и проявленные при этом доблесть и мужество Указом Президиума Верховного Совета СССР от 19 февраля 1945 года награждён орденом «Красного Знамени»[6].

## Благодарности Верховного Главнокомандующего
За проявленные образцы мужества и героизма Верховным Главнокомандующим лётчикам полка в составе 309-й иад объявлены благодарности:

| - за овладение городом Смоленск - за освобождение городов Смоленск и Рославль - за прорыв обороны немцев западнее города Мстиславль - за овладение городами Могилев, Шклов и Быхов - за овладение городом Гродно - за овладение городом Белосток - за овладение городом и крепостью Ломжа - за взятие Пшасныша и Модлина - за взятие Млавы, Дзялдова (Зольдау) и Плоньска - за овладение городами Остероде и Дейч-Эйлау - за овладение городом Эльбинг - за овладение городами Руммельсбург и Поллнов - за овладение городом Кёзлин - за овладение городом и крепостью Грудзёндз | - за овладение городами Гнев и Старогард - за овладение городами Бытув и Косьцежина - за владение городами Тчев (Диршау), Вейхерово (Нойштадт) и Пуцк (Путциг) - за овладение городом и крепостью Гданьск - за овладение городом Штеттин - за овладение городами Пренцлау и Ангермюнде - за овладение городами Анклам, Фридланд, Нойбранденбург, Лихен - за овладение городами Штральзунд, Гриммен, Деммин, Мальхин, Варен, Везенберг - за овладение городами Росток и Варнемюнде - за овладение городами Барт, Бад-Доберан, Нойбуков, Барин, Виттенберге - за овладение портом и военно-морской базой Свинемюнде - за овладение островом Рюген боях |

## Отличившиеся воины
- Спириденко Николай Кузьмич, майор, командир эскадрильи 172-го истребительного авиационного полка 309-й истребительной авиационной дивизии 4-й воздушной армии 23 февраля 1945 года удостоен звания Герой Советского Союза. Золотая Звезда № 5364.

| МиГ-19 | МиГ-15 | МиГ-17 |

## Лётчики-асы полка
| Фамилия, имя отчество       | Награды                    | Сбито самолётов (+ в группе) | Примечание |
| --------------------------- | -------------------------- | ---------------------------- | --- |
| Апостолов Пётр Фёдорович    |                            | 6 + 0                        | Лётчик полка: март — авг. 1944. Участник Великой Отечественной войны с июня 1941 г. в должности механика одной из авиационных частей. В 1942 г. переучился на лётчика и направлен в легкобомбардировочную авиацию. Выполнил 65 боевых вылетов на самолёте У-2 на Западном фронте. Пропал без вести 12 августа 1944 г. Не вернулся с боевого задания.                                                |
| Афонин Василий Максимович   | Герой Российской Федерации | 14 + 3                       | Лётчик полка: апр. — май 1945. Боевых вылетов: 487. 31.08.1943 сбит в воздушном бою, спасся на парашюте. Приземлился на территории, занятой противником, обстрелян немцами, ранен в ногу. Несколько дней пробирался к линии фронта, встретил партизан. До 18.09.1943 находился в расположении партизанского отряда (до момента соединения отряда с частями регулярной армии). Умер 4 января 1996 г. |
| Гонченков Иван Иванович     |                            | 6 + 4                        | Лётчик полка: март 1943 — апр. 1944. Боевых вылетов: 470. Умер 16 октября 2010 г. |
| Карпишев Алексей Максимович |                            | 5 + 0                        | Лётчик полка: . Боевых вылетов: более 200. |
| Киселёв Валентин Сергеевич  |                            | 9 + 3                        | Лётчик полка: окт. 1941 — май 1945. Боевых вылетов: 405 (23.03.1945) |
| Куракин Михаил Фёдорович    |                            | 5 + 8                        | Лётчик полка: окт. 1941 — май 1945. |
| Макаренко Леонид Тимофеевич |                            | 5 + 0                        | Лётчик полка: июль 1942 — авг. 1943. Боевых вылетов: около 40. 11.08.1943 в боевом вылете сбит, попал в плен, возвратился после войны. |
| Мищенко Александр Ильич     |                            | 10 + 0                       | Лётчик полка: март 1944 — май 1945. Боевых вылетов: 221 |
| Некрасов Виктор Алексеевич  |                            | 9 + 0                        | Лётчик полка: фев. 1943 — май 1945. Боевых вылетов: 247 |
| Самохвалов Иван Ананьевич   |                            | 8 + 1                        | Лётчик полка: сент. 1941 — март 1942, янв. 1943 — янв. 1944. Пропал без вести 6 января 1944 г. Не вернулся с боевого задания. |
| Сибирцев Семён Алексеевич   |                            | 6 + 3                        | Лётчик полка: окт. 1941 — июль 1943. Боевых вылетов: 303; воздушных боев: 21. Пропал без вести 17 июля 1943 г. Не вернулся с боевого задания. |
| Спириденко Николай Кузьмич  |                            | 15 + 5                       | Лётчик полка: май 1944 — март 1945. Боевых вылетов: около 350; воздушных боев: около 90. Умер 27 декабря 1980 г. |
| Чаплыгин Михаил Николаевич  |                            | 7 + 5                        | Лётчик полка: март 1943 — май 1945. Боевых вылетов: 202 |

## Итоги боевой деятельности полка
Всего за годы Великой Отечественной войны полком:
| Выполнено боевых вылетов | Сбито самолётов в воздухе | Уничтожено самолётов всего |
| ------------------------ | ------------------------- | -------------------------- |
| 10793                    | 206                       | 206                        |

Свои потери:
| Потеряно самолётов, всего | Погибло лётчиков всего |
| ------------------------- | ---------------------- |
| 132                       | 51                     |

## Самолёты на вооружении
| Период      | Самолёты       |
| ----------- | -------------- |
| 1941 — 1942 | Як-1           |
| 1941 — 1943 | ЛаГГ-3         |
| 1943 — 1943 | Як-7б          |
| 1943 — 1944 | Як-9           |
| 1944 — 1946 | Як-3           |
| 1946 — 1949 | P-63 Kingcobra |
| 1949 — 1951 | МиГ-9          |
| 1951 — 1955 | МиГ-15         |
| 1955 — 1960 | МиГ-17         |

## Базирование
| Период               | Аэродром                     |
| -------------------- | ---------------------------- |
| 07.1945 — 12.1945    | Колобжег, Польша             |
| 12.1945 — 11.1950    | Насосная, Азербайджан        |
| 11.1950 — 21.11.1951 | Кантон (Гуанчжоу), Китай     |
| 21.11.1951 — 03.1952 | Хангжоу, Китай               |
| 22.03.1952 — 06.1960 | Краматорск, Донецкая область |